# La Villedieu (Creuse)
 La Villedieu  es una comuna (municipio) de Francia, en la región de Lemosín, departamento de Creuse, en el distrito de Aubusson, en el cantón de Gentioux-Pigerolles.

## Demografía
| 67 | 91 | 72 | 55 | 53 | 43 |
| Para los censos de 1962 a 1999 la población legal corresponde a la población sin duplicidades (Fuente: INSEE [Consultar]) |    |    |    |    |    |

Su población en el censo de 1999 era de 43 habitantes.
Está integrada en la Communauté de communes du Plateau de Gentioux.